# Броди (Стараховицький повіт)
Броди (пол. Brody) — село в Польщі, у гміні Броди Стараховицького повіту Свентокшиського воєводства.
Населення — 1781 особа (2011).
У 1975—1998 роках село належало до Келецького воєводства.

## Демографія
Демографічна структура на день 31 березня 2011 року:
|          | Загалом | Допрацездатний вік | Працездатний вік | Постпрацездатний вік |
| -------- | ------- | ------------------ | ---------------- | -------------------- |
| Чоловіки | 851     | 149                | 592              | 110                  |
| Жінки    | 930     | 152                | 519              | 259                  |
| Разом    | 1781    | 301                | 1111             | 369                  |